# Crayon Shin-chan: Chō jikū! Arashi o yobu Ola no hanayome
Crayon Shin-chan: Chō jikū! Arashi o yobu Ola no hanayome là một bộ phim anime Nhật Bản 2010 . Phim được phát sóng ở Ấn Độ vào ngày 28 tháng 9 năm 2013 lúc 12 p.m. trên Hungama TV với tên gọi Shin Chan The Movie Villain aur Dulhan.

## Phân vai
- Akiko Yajima - Shin bé và Hôn phu / Chồng của Tamiko trong Bộ truyện (khi shin đã lớn).
- Mari Mashiba - Kazama Tooru (bé)/Kazama Tooru (lớn)/Shiro và con của Shiro
- Tamao Hayashi - Sakurada Nene (bé) / Sakurada Nene (lớn)
- Mie Suzuki - Sato Masao (bé)
- Chie Sato - Suzuki Bo (bé)/Suzuki Bo (lớn)
- Keiji Fujiwara - ông Nohara Hiroshi
- Miki Narahashi - bà Nohara Misae
- Satomi Kōrogi - Nohara Himawari(bé)/Nohara Himawari(lớn)
- Rie Kugimiya - Tamiko Kaneari / Tamiko Nohara (Hôn phu / Vợ của Shin trong Series.)
- Kenji Utsumi - Masuzo Kaneari là cha của Tamiko và Cha của Shin (cha vợ shin) vợ trong Series.
- Nobutoshi Canna - Shinnosuke trưởng thành / Shinchan (Chồng của Tamiko)

## Nhân vật
- Shinnosuke trưởng thành / Shin trưởng thành  : Tương lai của Shinnosuke Nohara, hôn phu / Vợ của anh ấy là Tamiko. Tamiko kể về tính cách của vị hôn phu / người chồng của mình là: "thân thiện nhưng không thẳng thắn cho lắm". Anh ta bị bắt bởi Masuzo Kaneari trong trang phục Kamen hành động. Để lấy lại ánh sáng của mặt trời, Anh ấy đã leo lên đỉnh tháp. Anh ta đang cố gắng mang ánh nắng trở lại trái đất bằng cách sử dụng sức mạnh của chính mình, và mục đích của nó rất đơn giản là được nhìn thấy nhiều phụ nữ ăn mặc "mát mẻ" trên đường. Mặc dù đã lớn nhưng tính cách của anh ta không hề thay đổi. anh ấy có một mặt mềm mại với vợ của mình nhưng vẫn cư xử với cô ấy hơi trẻ con.
- Tamiko Kaneari / Tamiko Nohara : Cô ấy là Hôn phu hoặc Vợ đến từ tương lai của Shinnosuke, Cô ấy ghét cha mình vì tính cách của ông ấy. Cô xuất hiện trước mặt cậu bé 5 tuổi Shinnosuke và những người bạn của cậu ở Công viên Futaba bằng Cỗ máy thời gian. Cô yêu cầu sự hợp tác của anh với cô. Cô nói với anh rằng Shinnosuke, Chồng tương lai của cô đã yêu cầu cô gọi cho chính cậu bé 5 tuổi để giải cứu cậu khỏi  yêu cầu của Masuzo Kaneari (là kết hôn với kazama). Tamiko giải thích rằng cô ấy yêu Shinnosuke vì lý do Shinnosuke yêu vì anh ấy rất im lặng và tốt bụng, nhường chỗ cho cô ấy trong một chuyến tàu đông đúc và đãi cô ấy bằng kem. Cô ấy nói với bạn bè của Shinnosuke "Chị rất muốn có cơ hội vui vẻ với Shinnosuke cùng nhau", điều này giải thích tình yêu sâu sắc của cô ấy với anh ấy
- Kazama trưởng thành : Tương lai của Toru Kazama. Anh làm việc dưới sự hướng dẫn của cha Tamiko trong lĩnh vực điện tử tinh hoa vàng. Anh được Masuzo, cha của Tamiko, hướng dẫn kết hôn với Tamiko. Sau đó anh bị sa thải vì làm trái lời Masuzo Kaneari. Sau đó, anh ấy đến giúp Shinnosuke.
- Nene trưởng thành : Nene Sakurada của tương lai. Ngôi thứ nhất thông thường là "Ashi". Cô là giáo viên tại trường mẫu giáo Futaba, nơi số lượng trẻ em đã giảm. Cô ấy có một giọng điệu và thái độ không tốt, và có thói quen gọi điện thoại riêng trong khi dọn vườn. Tuy nhiên, khi cô lao đến Shinnosuke cùng với Masao Sato trong tương lai, nơi cô quay lại và nói với Nene, 5 tuổi, "Hãy nhớ rằng thực tế còn đau khổ hơn nhiều so với ngôi nhà vui chơi thực sự."

Cô ấy trông giống hệt mẹ của mình, Moeko Sakurada. Không giống như Nene hiện tại, tính cách của cô ấy thô bạo, có lẽ vì cô ấy biết sự khắc nghiệt của thực tế, nhưng cô ấy cũng có thể thể hiện sự bình tĩnh và suy nghĩ thực tế
- Masao trưởng thành: Masao Sato của tương lai. Anh ta có đặc điểm là béo và mọc nhiều lông. Anh ấy làm nhân viên bán thời gian tại một cửa hàng tiện lợi, nhưng vì không có khách hàng nào đến cửa hàng, anh ấy đọc tạp chí và viết manga nhàm chán. Một manga có tên "Masked Massao W" đã được đăng nhiều kỳ, nhưng nó đã bị ngừng trong ba tuần. Tính cách của anh ấy có vẻ khác với khi còn nhỏ, và anh ấy thô bạo hơn Nene. Tuy nhiên, sự tốt đẹp của cội nguồn không bị mất đi, và khi anh ta lao vào Shinnosuke ở cuối trò chơi, anh ta trở lại với giọng điệu và tính cách thời thơ ấu của mình.
- Bo trưởng thành : Bo-chan tương lai. Tóc dài, đeo kính và chứng sổ mũi đã biến mất.

Ông là nhà phát minh duy nhất trong Lực lượng Phòng vệ Kasukabe thực sự thực hiện được ước mơ của mình và cũng đang phát triển các robot chiến đấu như "Tetsujin Bo-chan số 28". Biểu cảm của anh ấy phong phú hơn so với khi còn là một cậu bé, nhưng thói quen nói "Bo" và tính cách dễ tính của anh ấy vẫn được giữ nguyên.
- Masuzo Kaneari :

Cha của Tamiko và Cha vợ của Shin và người cai trị thành phố Neo Tokio trong tương lai. Chủ tịch của Kinyu Denki quản lý tất cả điện trong thành phố. Ngoài điện, anh còn điều hành một công viên giải trí. Anh ta đang nhắm đến Tamiko và Shinnosuke 5 tuổi bằng cách bắt Shinnosuke tương lai, kẻ chống lại mình. Những người cấp dưới không tuân theo bản thân và các văn phòng chi nhánh không kiếm ra tiền sẽ bị cắt ngay lập tức, và ngay cả Tamiko, con gái ruột của bà, hầu như không có cảm xúc với tư cách một người cha như bà nghĩ rằng ông chỉ xem bà như một sản phẩm. Kinyu Denki vẫn tồn tại cho đến ngày nay và là nhà tài trợ chương trình của "Action Kamen." Nó từng chỉ là một công ty, nhưng trong tương lai khi mặt trời bị mất, sức mạnh của Kinyu Denki, công ty sản xuất điện, trở nên rất lớn và nó đã thống trị Neo Tokyo. Trong nửa sau của câu chuyện, anh ta mang Tamiko trở lại và cố gắng kết hôn cô với Kazama tương lai với cuộc sống của Shinnosuke tương lai như một lá chắn, nhưng cuộc xâm lược của Shinnosuke 5 tuổi và Kazama tương lai đã nổi dậy chống lại Kinyu. Kế hoạch thất bại. Sau đó, anh điều khiển con robot khổng lồ "Home Appliance Robo X" và đối đầu với Shinnosuke và những người khác, nhưng đã bị đánh bại. Sau khi hỗn loạn, anh ta bị bắt bởi một Himawari, người làm việc cho Cảnh sát Quốc tế.
- Hiroshi (già hơn) và Misae (già hơn) : Hiroshi Nohara và Misae Nohara của tương lai sẽ tiếp tục sống ở nhà trong tương lai. Futaba Shoji, nơi Hiroshi làm việc, đã bị Kinyu Denki cho phá sản tất cả. thế là từ hôm đó ông Hiroshi bị thất nghiệp một thời gian dài.

Đầu của Hiroshi khá gầy và hói, còn Misae đã béo lên nhiều so với thời gian, nhưng tính cách của cô ấy không thay đổi, đặc biệt cô ấy đã giúp đỡ Shinnosuke, người đến từ quá khứ. Ngoài ra, cả hai đều có tính cách hấp dẫn giống nhau, Hiroshi sở hữu một bộ tóc giả và Misae sở hữu một bộ bodysuit mỏng, và nói dối rằng "luôn có thể lấy lại tuổi trẻ và sự tự tin bằng cách mặc nó." Mùi hôi của đôi tất nồng nặc của Hiroshi vẫn không thay đổi sau 20 năm, và Misae nói, "Bất cứ ai không thể chịu được mùi này sẽ không đủ tư cách kết hôn."
- Himawari trưởng thành: Tương lai của Himawari Nohara. Cô lao vào giải cứu anh trai mình. Ngoài việc thỉnh thoảng tiếp xúc với bố mẹ, Misae và Hiroshi, cô sống độc lập. Cô ấy đang làm việc cho Lực lượng Cảnh sát Quốc tế của Neo-Tokyo, Cô ấy đã trở thành một phụ nữ xinh đẹp với mái tóc xoăn tự nhiên và mái ngố và luôn năng động. Cô ấy có một chiếc răng kép. Cô ấy đi xe máy và đội một chiếc mũ bảo hiểm trông giống như đầu của món đồ chơi thời thơ ấu do người bạn Shinko-chan của cô ấy tặng.

Con của Shiro : Shirota, Shirokichi, Shiroko, Shirobi, Shirotaro, Shirojiro, Shiromaru, Sirone, Sirone, Shirot: Con của Shiro trong tương lai, chúng trông giống với Shiro.